# فلوریان موریس
فلوریان موریس (فرانسوی: Florian Maurice‎؛ زادهٔ ۲۰ ژانویهٔ ۱۹۷۴) بازیکن سابق فوتبال اهل فرانسه است.
از باشگاه‌هایی که در آن بازی کرده‌است می‌توان به باشگاه فوتبال المپیک مارسی، باشگاه فوتبال سلتاویگو، باشگاه فوتبال المپیک لیون، باشگاه فوتبال پاری سن ژرمن، و باشگاه فوتبال باستیا اشاره کرد.
وی همچنین در تیم‌های ملی فوتبال زیر ۲۱ سال فرانسه و تیم ملی فوتبال فرانسه بازی کرده‌است.